# Julia Vignali
Julia Vignali (n. 13 iulie 1975, Paris, Région parisienne, Franța) este o actriță și prezentatoare de televiziune franceză.

## Carieră
După ce a studiat comerțul la Grenoble École de Management, Julia Vignali a lucrat pentru scurt timp pentru serviciul de marketing al Polydor Records la Universal Music, înainte de a apărea în mai multe reclame.
Din 2010 până în 2012, a prezentat rubrica meteo La Matinale pe Canal+ și apoi a prezentat Les Maternelles pe France 5. A părăsit emisiunea trei ani mai târziu, la sfârșitul sezonului 2015, fiind înlocuită de Sidonie Bonnec. În același an, s-a alăturat programului C à vous de pe același canal, unde este cronicar, în timp ce Anne-Elizabeth Lemoine prezintă ocazional programul.
În septembrie 2016 devine cronicar în noul program de radio al Alessandrei Sublet intitulat La Cour des grands și difuzat după-amiaza târziu pe Europe 1. În octombrie 2016, s-a alăturat canalului TF1 pentru a prezenta împreună cu Laurent Mariotte programul de dimineață #WEEKEND difuzat în fiecare sâmbătă.
În octombrie 2017, a înlocuit-o pe Faustine Bollaert la prezentarea concursului de patiserie Le Meilleur Pâtissier pe M6 alături de Cyril Lignac și Mercotte. În același an, a participat la programul special 40 ans du Puy du Fou: Les animateurs font le spectacle, în care a interpretat unul dintre dansatorii din spectacolul Mousquetaire de Richelieu.
La 22 octombrie 2018, ea a prezentat în a doua parte a serii pe M6 un program de întâlniri intitulat Mon admirateur secret. La 30 decembrie 2018, a găzduit în prima parte a serii pe M6 alături de Ophélie Meunier o retrospectivă a anului intitulată Ils ont fait 2018.

## Viața personală
Julia Vignali s-a născut la Paris din părinți italieni din Parma, regiunea Emilia-Romagna. Este mama unui băiat pe nume Luigi. S-a căsătorit în 2012 cu un scenarist pe nume Julien, cu care are un fiu. Aceștia s-au despărțit în 2014. În februarie 2016, ea și Kad Merad și-au oficializat relația la ceremonia Premiilor Magritte din Belgia.